# Prákrt
Prákrt je pojem užívaný pro skupinu indoárijských jazyků. Prákrtem se hovořilo na území starověké Indie a dodnes se dochovalo mnoho písemných památek psaných v prákrtu. Asi nejvýznamnější prákrt je jazyk páli, ve kterém je psán pálijský kánon. Prákrt byl záležitostí spíše běžného lidu a zejména ve srovnání se sanskrtem bývá považován za hovorový.